# Leptoderris congolensis
Leptoderris congolensis là một loài thực vật có hoa trong họ Đậu. Loài này được (De Wild.) Dunn miêu tả khoa học đầu tiên.